# Лесище (Могилёвская область)
Леси́ще (бел. Лясі́шча) — посёлок в составе Воротынского сельсовета Бобруйского района Могилёвской области Республики Беларусь.

## Население
- 1999 год — 14 человек
- 2010 год — 4 человека